# یواس‌اس هاپر (دی‌دی‌جی-۷۰)
یواس‌اس هاپر (دی‌دی‌جی-۷۰) (به انگلیسی: USS Hopper (DDG-70)) یک کشتی است که طول آن ۵۰۵ فوت (۱۵۴ متر) می‌باشد. این کشتی در سال ۱۹۹۶ ساخته شد.